# Yekaterina Fetisova
Yekaterina Andrejevna Fetisova (russisch Екатерина Андреевна Фетисова; * 3. Januar 2003 in Fargʻona, Provinz Fargʻona) ist eine usbekische Rhythmische Sportgymnastin. Sie ist Meisterin des Sports Usbekistans und Mitglied der Nationalmannschaft.

## Karriere
Sie begann 2008 in Fargʻona mit dem Turnen.

### Junior
Fetisova nahm an den Asienmeisterschaften 2018 in Kuala Lumpur teil und gewann die Mehrkampf-Goldmedaille in der Juniorendivision. Anschließend vertrat sie Usbekistan bei den Olympischen Jugend-Sommerspielen 2018 in Buenos Aires, Argentinien, und belegte in der Qualifikationsrunde für den Mehrkampf den 20. Platz. Sie belegte auch den zehnten Platz im gemischten multidisziplinären Team-Event.

### Senior
Fetisova wurde 2019 altersberechtigt für den Seniorenwettbewerb. Sie gab ihr Seniorendebüt beim Pesaro World Cup 2019, wo sie im Mehrkampf den 45. Platz belegte. Beim Taschkent-Weltcup wurde sie 16. und beim Baku-Weltcup 37. Bei den asiatischen Meisterschaften der Rhythmischen Sportgymnastik 2019 in Pattaya, Thailand, gewann sie neben Sabina Taschkenbaeva und Nurinisso Usmanova die Goldmedaille im Teamevent und hinter Zhao Yating und Adilya Tlekenova die Bronzemedaille im Reifenfinale. Im September nahm sie am Kasaner Weltcup teil und erreichte ihr erstes Weltcup-Finale – sie belegte den siebten Platz mit dem Reifen. Bei den Weltmeisterschaften 2019 in Baku, Aserbaidschan, qualifizierte sie sich für das Einzel-Mehrkampffinale, wo sie mit einer Gesamtpunktzahl von 77,250 den 20. Platz belegte. Sie verhalf Usbekistan auch zu Platz zehn im Teamwettbewerb.
Fetisova qualifizierte sich für das Ballfinale bei der Weltmeisterschaft 2021 in Sofia und wurde Siebte. Beim Weltcup in Taschkent belegte sie im Reifenfinale den achten Platz. Bei den Asienmeisterschaften 2021 in Taschkent gewann Fetisova die Mehrkampf-Bronzemedaille hinter der Kasachin Alina Adilchanowa und ihrer Teamkollegin Takhmina Ikromova. Sie gewann die Goldmedaille im Finale des Ball-Events vor Adilchanowa.
Fetisova war aufgrund ihrer Mehrkampfplatzierung bei den Weltmeisterschaften 2019 zunächst die Reserve für die Olympischen Spiele 2020. Als Teamkollegin Sabina Taschkenbaeva jedoch einige Tage vor dem Wettkampf positiv auf COVID-19 getestet wurde, erhielt Fetisova ihren Platz. Bei den Olympischen Sommerspielen 2020 in Tokio belegte sie in der Qualifikationsrunde für den Einzelmehrkampf mit einer Gesamtpunktzahl von 75,500 den 24. Platz.
Fetisova vertrat Usbekistan bei den World Games 2022 in Birmingham, Vereinigte Staaten, qualifizierte sich jedoch für keines der Finals. Seit 2023 tritt sie auch in Gruppen-Wettbewerben an.